# Hancornia speciosa
Hancornia speciosa är en oleanderväxtart som beskrevs av Gomez. Hancornia speciosa ingår i släktet Hancornia och familjen oleanderväxter. Inga underarter finns listade i Catalogue of Life.